# Виттенберг, Отто
Отто Виттенберг (нем. Otto Wittenberg, при рождении Carl Otto Wittenberg, 1834—1918) — немецкий ландшафтный архитектор, на протяжении более чем 40 лет занимавший пост садового директора саксонского города Лейпциг.
Родившийся в семье садовника Фридриха Виттенберга и его жены Марии Доротеи, Отто Виттенберг окончил школу в Потсдаме, начав затем профессиональное обучение под началом своего отца в королевском древопитомнике в Альт-Гелтове (ныне — в составе общины Швиловзее) и продолжив его в парке Сан-Суси. Здесь на него обратил внимание Петер Йозеф Ленне, и вскорости Виттенберг заведовал уже частью древопитомника.
В 1854—1857 годах Отто Виттенберг проходил военную службу, был однако — по рекомендации Ленне — откомандирован для проведения озеленительных работ в замке Гогенцоллерн. В октябре 1857 года Виттенберг получил должность садовника в Лейпциге, сменив Рудольфа Зибека и отвечая за разбитый по планам П. Й. Ленне парк на южной границе внутреннего города (современный парк Шиллера). Уже 26 мая 1858 года Отто Виттенберг был назначен главным городским садовником (нем. Ratsgärtner).
Первым самостоятельным проектом Отто Виттенберга в Лейпциге стала разбивка парка Иоганны в 1858—1863 годах по переработанным им планам П. Й. Ленне в только что освоенном Западном предместье нем. Westvorstadt. Благодаря инициативе Виттенберга незастроенными остались и прилегающие заливные луга, несколько десятилетий спустя им же превращённые в новые городские парки, составляющие в настоящее время парк имени Клары Цеткин — важнейшее место отдыха горожан.
Годы работы Виттенберга в Лейпциге выпали на период индустриализации и соответственно стремительного роста населения и территории города, так что к основным задачам городского ландшафтного архитектора относилось оформление небольших скверов при возведении новых кварталов и общественных «народных» парков (нем. Volkgarten или Volkshain), предназначенных для многочисленных фабричных рабочих и членов их семей.
Однако, вероятно, важнейшим наследием Отто Виттенберга остаются планировка и обустройство Южного кладбища (совместно с главным городским архитектором Хуго Лихтом) — одного из крупнейших парковых кладбищ Германии площадью более 80 га.
В ноябре 1894 года Отто Виттенберг получил новосозданную должность лейпцигского садового директора, которую он занимал вплоть до своего ухода на пенсию в 1900 году, передав полномочия Карлу Хампелю (нем. Carl Hampel, 1849—1930).

## Основные работы
К значимым оформленным Отто Виттенбергом в Лейпциге паркам и скверам относятся:
- Парк Иоганны (1858—1863), по планам Петера Йозефа Ленне
- площадь Floßplatz (1867)
- Парк Шайбенхольц (1876—1877)
- площадь Marienplatz (1877)
- Северное кладбище (1881)
- Южное кладбище (1879—1886), совместно с Хуго Лихтом
- площадь Albrecht-Dürer-Platz (1883)
- площадь Heinrich-Schütz-Platz (1890)
- общественный сад в Зеллерхаузене (1894)
- общественный сад в Штюнце (1894—1898)
- площадь Stephaniplatz (1899)
- парк имени короля Альберта (1898—1900)

## Сочинения
- Die Garten- und Parkanlagen // Hasse E. (Red.): Die Stadt Leipzig in hygienischer Beziehung. Leipzig, 1891. — S. 162—167.